# Adelheid van Eilenburg
Adelheid van Eilenburg (geboren tussen 1030 en 1040 - 26 januari 1071) was een Duitse edelvrouw die markgravin-gemalin van Oostenrijk was.

## Levensloop
Ze was de dochter van Dedo I van Lausitz, van 1046 tot 1073 markgraaf van de Saksische Oostmark (ook bekend Neder-Lausitz) en graaf van Eilenberg, en diens eerste vrouw Oda van Lausitz. Over het leven van Adelheid is zeer weinig bekend.
Rond het jaar 1050 huwde ze met Ernst de Strijdbare, die van 1055 tot aan zijn dood in 1075 markgraaf van Oostenrijk was. Ze kregen minstens vier kinderen:
- Leopold II (1050-1095), van 1075 tot 1095 markgraaf van Oostenrijk.
- Adalbert I (gestorven in 1100), graaf van Pernegg en Bogen.
- Justitia (gestorven in 1120), huwde met graaf Otto II van Wolfratshausen
- een dochter die huwde met graaf Herman I van Poigen